# Campionati del mondo di atletica leggera 2017 - 3000 metri siepi femminili
La gara dei 3000 metri siepi femminili dei Campionati del mondo di atletica leggera 2017 si è svolta tra il 9 e l'11 agosto.
Durante la finale, Geneviève Lalonde ottiene il record nazionale del Canada (9'29"99) mentre la statunitense Emma Coburn ottiene il record nordamericano e del campionato (9'02"58). L'argentina Belén Casetta ottiene il record sudamericano nelle qualifiche (9'35"78), migliorando lo stesso in finale (9'25"99).

## Podio
| Pos.    | Atleta            | Nazionalità | Misura  |
| ------- | ----------------- | ----------- | ------- |
| Oro     | Emma Coburn       | Stati Uniti | 9'02"58 |
| Argento | Courtney Frerichs | Stati Uniti | 9'03"77 |
| Bronzo  | Hyvin Jepkemoi    | Kenya       | 9'04"03 |

## Situazione pre-gara

### Record
Prima di questa competizione, il record del mondo e il record dei campionati erano i seguenti.
| Record                | Prestazione | Atleta                    | Data                           | Competizione              |
| --------------------- | ----------- | ------------------------- | ------------------------------ | ------------------------- |
| Record mondiale       | 8'52"78     | Ruth Jebet Bahrein        | 27 agosto 2016 Parigi, Francia |                           |
| Record dei campionati | 9'06"57     | Yekaterina Volkova Russia | 27 agosto 2007 Osaka, Giappone | Campionati del mondo 2007 |

### Campionesse in carica
Le campionesse in carica, a livello mondiale e continentale, erano:
| Campionessa | Atleta               | Prestazione | Data                                   | Competizione                |
| ----------- | -------------------- | ----------- | -------------------------------------- | --------------------------- |
| Olimpico    | Ruth Jebet Bahrein   | 8'59"75     | 15 agosto 2016 Rio de Janeiro, Brasile | Giochi della XXXI Olimpiade |
| Mondiale    | Hyvin Jepkemoi Kenya | 9'19"11     | 26 agosto 2015 Pechino, Cina           | Mondiali 2015               |

### La stagione
Prima di questa gara, gli atleti con le migliori tre prestazioni dell'anno erano:
| Pos. | Atleta                      | Prestazione | Data                               |
| ---- | --------------------------- | ----------- | ---------------------------------- |
| 1    | Celliphine Chespol Kenya    | 8'58"78     | 26 maggio 2017 Eugene, Stati Uniti |
| 2    | Hyvin Kiyeng Jepkemoi Kenya | 9'00"12     | 05 maggio 2017 Doha, Qatar         |
| 3    | Beatrice Chepkoech Kenya    | 9'00"70     | 26 maggio 2017 Eugene, Stati Uniti |

## Risultati

### Qualificazioni
I 3 migliori tempi di ogni batteria (Q) e i successivi migliori 6 tempi (q) si qualificano per la finale. Le qualificazioni hanno avuto luogo il 9 agosto:
| Batteria           | 1     | 2     | 3     |
| ------------------ | ----- | ----- | ----- |
| Orario di partenza | 19:05 | 19:22 | 19:40 |
| Photo finish       |       |       |       |

| Pos. | Batteria | Nome                    | Nazionalità | Tempo    | Note                                     |
| ---- | -------- | ----------------------- | ----------- | -------- | ---------------------------------------- |
| 1    | 2        | Beatrice Chepkoech      | Kenya       | 9'19"03  | Q                                        |
| 2    | 2        | Ruth Jebet              | Bahrein     | 9'19"52  | Q                                        |
| 3    | 2        | Courtney Frerichs       | Stati Uniti | 9'25"14  | Q                                        |
| 4    | 2        | Aisha Praught           | Giamaica    | 9'26"37  | q                                        |
| 5    | 3        | Celliphine Chespol      | Kenya       | 9'27"35  | Q                                        |
| 6    | 3        | Emma Coburn             | Stati Uniti | 9'27"42  | Q                                        |
| 7    | 3        | Genevieve LaCaze        | Australia   | 9'27"53  | Q,                                       |
| 8    | 3        | Winfred Mutile Yavi     | Bahrein     | 9'28"00  | q                                        |
| 9    | 2        | Geneviève Lalonde       | Canada      | 9'31"81  | q,                                       |
| 10   | 3        | Etenesh Diro            | Etiopia     | 9'31"87  | q                                        |
| 11   | 2        | Birtukan Fente          | Etiopia     | 9'33"99  | q,                                       |
| 12   | 3        | Belén Casetta           | Argentina   | 9'35"78  | q,                                       |
| 13   | 3        | Fabienne Schlumpf       | Svizzera    | 9'36"08  |                                          |
| 14   | 2        | Özlem Kaya              | Turchia     | 9'37"06  | Miglior prestazione personale stagionale |
| 15   | 1        | Gesa Felicitas Krause   | Germania    | 9'39"86  | Q                                        |
| 16   | 1        | Hyvin Jepkemoi          | Kenya       | 9'39"89  | Q                                        |
| 17   | 1        | Purity Cherotich Kirui  | Kenya       | 9'40"53  | Q                                        |
| 18   | 1        | Fadwa Sidi Madane       | Marocco     | 9'40"61  |                                          |
| 19   | 1        | Sofia Assefa            | Etiopia     | 9'40"88  |                                          |
| 20   | 3        | Peruth Chemutai         | Uganda      | 9'43"04  |                                          |
| 21   | 2        | Anna-Emilie Møller      | Danimarca   | 9'44"12  |                                          |
| 22   | 1        | Irene Sánchez-Escribano | Spagna      | 9'46"59  |                                          |
| 23   | 2        | Maria Larsson           | Svezia      | 9'48"13  |                                          |
| 24   | 1        | Maeva Danois            | Francia     | 9'49"21  |                                          |
| 25   | 3        | Rosie Clarke            | Regno Unito | 9'49"36  |                                          |
| 26   | 1        | Alycia Butterworth      | Canada      | 9'51"50  |                                          |
| 27   | 3        | Viktória Gyürkés        | Ungheria    | 9'52"66  |                                          |
| 28   | 2        | Amina Bettiche          | Algeria     | 9'53"06  |                                          |
| 29   | 1        | Mariya Shatalova        | Ucraina     | 9'54"21  |                                          |
| 30   | 1        | Lennie Waite            | Regno Unito | 9'54"97  |                                          |
| 31   | 1        | Tigest Getent           | Bahrein     | 9'55"42  |                                          |
| 32   | 3        | Maria Bernard           | Canada      | 9'59"45  |                                          |
| 33   | 2        | Victoria Mitchell       | Australia   | 10'00"40 |                                          |
| 34   | 3        | Francesca Bertoni       | Italia      | 10'01"36 |                                          |
| 35   | 3        | María José Pérez        | Spagna      | 10'01"84 |                                          |
| 36   | 2        | Camilla Richardsson     | Finlandia   | 10'07"04 |                                          |
| 37   | 1        | Lucie Sekanová          | Rep. Ceca   | 10'09"67 |                                          |
| 38   | 3        | Tuğba Güvenç            | Turchia     | 10'13"03 |                                          |
| 39   | 1        | Charlotta Fougberg      | Svezia      | 10'21"21 |                                          |
| 40   | 2        | Teresa Urbina           | Spagna      | 10'21"90 |                                          |
|      | 1        | Colleen Quigley         | Stati Uniti | dq       |                                          |
|      | 2        | Luiza Gega              | Albania     | dns      |                                          |

### Finale
La finale si è svolta l'11 agosto alle ore 21:25.
| Rank | Name                   | Nationality | Time    | Notes                                    |
| ---- | ---------------------- | ----------- | ------- | ---------------------------------------- |
|      | Emma Coburn            | Stati Uniti | 9'02"58 | ,                                        |
|      | Courtney Frerichs      | Stati Uniti | 9'03"77 | Miglior prestazione personale            |
|      | Hyvin Jepkemoi         | Kenya       | 9'04"03 |                                          |
| 4    | Beatrice Chepkoech     | Kenya       | 9'10"45 |                                          |
| 5    | Ruth Jebet             | Bahrein     | 9'13"96 |                                          |
| 6    | Celliphine Chespol     | Kenya       | 9'15"04 |                                          |
| 7    | Etenesh Diro           | Etiopia     | 9'22"46 |                                          |
| 8    | Winfred Mutile Yavi    | Bahrein     | 9'22"67 | Miglior prestazione personale            |
| 9    | Gesa Felicitas Krause  | Germania    | 9'23"87 |                                          |
| 10   | Purity Cherotich Kirui | Kenya       | 9'25"62 |                                          |
| 11   | Belén Casetta          | Argentina   | 9'25"99 | Record sudamericano                      |
| 12   | Genevieve LaCaze       | Australia   | 9'26"25 | Miglior prestazione personale stagionale |
| 13   | Geneviève Lalonde      | Canada      | 9'29"99 | Record nazionale                         |
|      | Aisha Praught          | Giamaica    | dq      |                                          |
|      | Birtukan Fente         | Etiopia     | dns     |                                          |